# هاء البدل
هاء البدل في الاصطلاح، هي الهاء المبدلة من: الهمزة، نحو: (هرق الماء) أي: (أراقه)، أو الياء، نحو: (هذي) أي (هذه)، و (هنيهة) تصغير (هنة)، وأصلها (هنيوة) أو تاء التأنيث المربوطة، نحو: (نائمه) أي (نائمة)، أو الواو، نحو: (هناه)، أي (هناو).